# Bactéricide
Une substance bactéricide  est une substance ayant la capacité de tuer des bactéries. Les propriétés bactéricides varient d'une substance à l'autre, en termes de spectres d'action, d'efficacité, de durée d'action… Un bactéricide est un type d'antimicrobien. On parle aussi de désinfectant pour des bactéricides utilisés sur des objets inertes, d'antibiotiques tels la pénicilline et la tétracycline pour des substances synthétiques qui agissent sur des enzymes clés de la biologie cellulaire. Ils peuvent aussi agir par oxydation (ex. la glucose oxydase). Il s'agit de distinguer les bactéricides (qui tuent) des agents « bactériostatiques » (qui empêchent simplement la prolifération bactérienne), et des agents stérilisants (pas forcément chimiques).
Les parabènes étaient le principal agent bactéricide contre les bactérienégatif (Pseudomonas fluorescens, Escherichia coli, Erwinia amylovora). Citons aussi l'alcool benzylique, le chlorure de benzalkonium et le digluconate de chlorhexidine qui sont combinés pour la désinfection en hôpital, et des bactéricides naturels comme la leukine ou la glucose oxydase.
Des formulations variées sont proposées et validées par les instances appropriées selon les usages (alimentaire, traitement des eaux…).
L'efficacité des bactéricides se heurte à l'apparition de résistances des bactéries, notamment en milieu hospitalier (infections nosocomiales) de façon analogue aux résistances aux pesticides. Il peut aussi y avoir une action croisée sur d'autres organismes vivants. Ceci est combattu par le développement de nouveaux bactéricides et de leurs combinaisons, mais les résistances évoluent parfois plus vite encore. Des nouvelles solutions incluent des bactériophages, virus tuant spécifiquement de souches bactériennes, ce qui pourrait limiter la pression évolutive exercée par les antibiotiques à large spectre sur les bactéries du microbiome, et ainsi limiter le nombre de résistances.